# Football Club Differdange 03
El Football Club Differdange 03 es un equipo de fútbol de Luxemburgo que juega en la Division Nationale, la liga de fútbol más importante del país.

## Historia
Fue fundado en el año 2003 en la ciudad de Differdange con el nombre AS Differdange como el segundo equipo de la ciudad junto a FA Red Boys Differdange. En la temporada 2003-04, ambos equipos se encontraron la misma división (Éirepromotioun) y a la ciudad le resultaba más fácil que se fusionaran para tener a solo un club que los representara, por lo que FA Red Boys Differdange fue el equipo sacrificado para ser fusionado dentro del AS Differdange.
Logró en ascenso a la Division Nationale en la temporada 2005/06 por la expansión de la misma de 12 a 14 equipos.

## Palmarés

### Como Red Boys Differdange
- Division Nationale: 8

1922–23, 1925–26, 1930–31, 1931–32, 1932–33, 1978–79, 2023-24, 2024-25
- Copa de Luxemburgo: 15

1924–25, 1925–26, 1926–27, 1928–29, 1929–30, 1930–31, 1933–34, 1935–36, 1951–52, 1952–53, 1957-58, 1971–72, 1978–79, 1981–82, 1984–85

### Como FC Diffendange 03
- Copa de Luxemburgo: 6

2009-10, 2010-11, 2013-14, 2014-15, 2022-23, 2024-25

## Participación en competiciones europeas

### Como Red Boys Differdange
- UEFA Champions League: 1 aparición

1979–80: Primera Ronda
- Recopa de Europa: 3 apariciones

| 1972–73: Primera Ronda | 1982–83: Primera Ronda | 1985–86: Primera Ronda |

- Copa UEFA: 6 apariciones

| 1974–75: Primera Ronda 1976–77: Primera Ronda | 1977–78: Primera Ronda 1980–81: Primera Ronda | 1981–82: Primera Ronda 1984–85: Primera Ronda |

Solamente ganó 1 juego en competiciones de la UEFA como Red Boys, y fue al Omonia Nicosia de Chipre por la Liga de Campeones de la UEFA con marcador de 2 a 1 en casa, pero en el juego de vuelta en Chipre cayeron 6 a 1.
Tiene la mala suerte de ser el equipo que ha recibido más goles en un juego por la Copa UEFA, fue ante el gigante europeo Ajax de Ámsterdam de Holanda por 14 a 0 en el año 1984.

### Como FC Differdange 03
En la Liga Europa 2011-12 logró llegar hasta la Ronda de play-off eliminando en la segunda ronda al Levadia de Estonia y en la tercera paso sin jugar por la descalificación del club griego, Olympiakos Volou. En la ronda de play-off fueron eliminados por el PSG de Francia. Fueron en su momento el club de Luxemburgo en llegar más lejos en una competición europea.
| Temporada | Torneo                        | Ronda            | Club                  | Resultados        |
| --------- | ----------------------------- | ---------------- | --------------------- | ----------------- |
| 2007      | UEFA Intertoto Cup            | 1                | Slovan Bratislava     | 0−2, 0−3          |
| 2009−10   | UEFA Europa League            | Clasificatoria 2 | Rijeka                | 1−0, 0−3          |
| 2010−11   | UEFA Europa League            | Clasificatoria 2 | Spartak Zlatibor Voda | 3−3, 0−2          |
| 2011−12   | UEFA Europa League            | Clasificatoria 2 | FC Levadia Tallinn    | 0−0, 1−0          |
| 2011−12   | UEFA Europa League            | Clasificatoria 3 | Olympiakos Volou      | 3−0, 3−01         |
| 2011−12   | UEFA Europa League            | Play-off         | PSG                   | 0−4, 0−2          |
| 2012−13   | UEFA Europa League            | Clasificatoria 1 | NSÍ                   | 3−0, 3−0          |
| 2012−13   | UEFA Europa League            | Clasificatoria 2 | Gent                  | 0−1, 2−3          |
| 2013−14   | UEFA Europa League            | Clasificatoria 1 | Laçi                  | 1−0, 2−1          |
| 2013−14   | UEFA Europa League            | Clasificatoria 2 | FC Utrecht            | 2−1, 3−3          |
| 2013−14   | UEFA Europa League            | Clasificatoria 3 | Tromsø                | 0−1, 1−0 (3−4 p.) |
| 2014−15   | UEFA Europa League            | Clasificatoria 1 | Atlantas              | 1−0, 1−3          |
| 2015−16   | UEFA Europa League            | Clasificatoria 1 | Bala Town             | 3−1, 1–2          |
| 2015−16   | UEFA Europa League            | Clasificatoria 2 | Trabzonspor           | 0−1, 1−2          |
| 2016-17   | UEFA Europa League            | Clasificatoria 1 | Cliftonville FC       | 1-1, 0-2          |
| 2017-18   | UEFA Europa League            | Clasificatoria 1 | Zira FK               | 0-2, 1-2          |
| 2020-21   | UEFA Europa League            | Clasificatoria 1 | Zrinjski Mostar       | 0−3               |
| 2022-23   | UEFA Europa Conference League | Clasificatoria 1 | Olimpija Ljubljana    | 1-1, 1-2          |
| 2023-24   | UEFA Europa Conference League | Clasificatoria 2 | Maribor               | 1-1, 3-4 (t.e.)   |
| 2024-25   | UEFA Champions League         | Clasificatoria 1 | KÍ Klaksvik           | 0−0, 2–2          |
| 2024-25   | UEFA Conference League        | Clasificatoria 2 | FC Ordabasy           | 1-0, 3-4 (3-4 p)  |

Notas
- Los partidos de local aparecen en Negrita.
- 1- El Olympiakos Volou fue descalificado por estar envuelto en el arreglo de partidos. La UEFA puso al Differdange en su lugar y le acreditó en ambos juegos un triunfo 3-0.[1][2]

#### Récord Europeo
|                      | J  | G | E | P  | GF | GC  | GD  |
| -------------------- | -- | - | - | -- | -- | --- | --- |
| Red Boys Differdange | 20 | 1 | 1 | 18 | 8  | 103 | −95 |
| FC Differdange 03    | 38 | 9 | 6 | 22 | 42 | 56  | −14 |

#### Rendimiento en competiciones de la UEFA
| Competición            | Juegos | Ganados | Empatados | Perdidos | GF | GC  |
| ---------------------- | ------ | ------- | --------- | -------- | -- | --- |
| UEFA Champions League  | 4      | 1       | 1         | 2        | 3  | 9   |
| UEFA Cup Winners' Cup  | 6      | 0       | 0         | 6        | 2  | 28  |
| UEFA Cup/Europa League | 38     | 8       | 5         | 26       | 32 | 110 |
| UEFA Intertoto Cup     | 2      | 0       | 0         | 2        | 0  | 5   |
| UEFA Conference League | 6      | 1       | 2         | 3        | 10 | 12  |

## Entrenadores
- Dan Theis (noviembre 2003 – junio 6)
- Roland Schaack (julio 2008 – junio 9)
- Dan Theis (julio 2009 – abril 11)
- Maurice Spitoni (interino) (abril 2011 – junio 11)
- Paolo Amodio (julio 2011 – junio 12)
- Michel Leflochmoan (julio 2012 – junio 2014)
- Marc Thomé (julio 2014–2016)
- Pascal Carzaniga (2016–2019)